# Frankenweenie (film 2012)
Frankenweenie è un film d'animazione del 2012 diretto da Tim Burton.
Il film è l'adattamento in stop motion dell'omonimo cortometraggio realizzato dallo stesso Burton nel 1984, chiaramente ispirato al romanzo Frankenstein di Mary Shelley. 
Il film fu candidato ai Premi Oscar 2013 come miglior film d'animazione.

## Trama
Nel 1971 Victor Frankenstein, un ragazzino appassionato di cinematografia e scienza, vive nella monotona cittadina di New Holland con i genitori Edward e Susan e il cagnolino Sparky. Le doti di Victor sono osservate a scuola dai suoi compagni: la vicina di casa Elsa Van Helsing (nipote dell'acido Sindaco Bergermeister), il ragazzino gobbo Edgar, l'obeso e ingenuo Bob, il pretenzioso ragazzino giapponese Toshiaki, il sinistro Nassor e una stranissima ragazzina bionda chiamata Stranella, che possiede un gatto chiamato "Signor Baffino". Victor però ha pochi contatti con loro, essendo troppo preso da Sparky: il padre di Victor allora incoraggia il figlio a iscriversi alla squadra di baseball per farsi nuovi amici e per praticare uno sport; alla partita, Victor riesce a battere uno splendido fuoricampo ma Sparky, inseguendo la palla per la strada, è investito da un'auto e muore sotto gli occhi di Victor.
La fine di Sparky getta il suo padroncino in una profonda tristezza. Poi però, ispirato dagli esperimenti galvanici dell'insegnante di scienze Signor Rzykruski, Victor disseppellisce il cagnetto dal cimitero degli animali e lo porta nel suo laboratorio improvvisato in soffitta; riesce a rianimare il cane sfruttando l'elettricità di un fulmine. Per quanto euforico dal ritorno dell'amato cagnolino, Victor pensa che non sia ancora il momento di rivelare il ritorno di Sparky ai genitori e decide di tenerlo nascosto in soffitta. Il giorno seguente però, Sparky esce dall'attico per inseguire Signor Baffino, causando qualche danno nel quartiere finché non è notato da Edgar, il quale chiede a Victor di insegnargli come resuscitare i morti e minacciandolo in caso contrario di rivelare a tutti il suo segreto. Pur di tenere nascosta l'esistenza di Sparky, Victor acconsente e i due rianimano un pesce rosso, che inspiegabilmente diventa invisibile.
Venendo a conoscenza del pesciolino invisibile di Edgar, Toshiaki e Bob temono di non riuscire a vincere la gara di scienze della fiera annuale, e così Toshiaki prova a far volare Bob con un rudimentale jetpack improvvisato con delle bottiglie di bibita frizzante, ma fallisce e Bob cade dal tetto rompendosi un braccio. Questo episodio fa scaturire astio fra gli adulti della cittadina e il Signor Rzykruski è accusato di influenzare negativamente i bambini con i propri insegnamenti. Il discorso che Rzykruski recita in propria difesa è scambiato per una minaccia, quindi viene licenziato e rimpiazzato dall'insegnante di ginnastica. Victor parla col professore prima della partenza chiedendogli sul perché il suo esperimento al secondo tentativo abbia riscontrato un effetto diverso e lui gli spiega che la scienza non è solo una cosa che deve essere compresa con la testa, ma anche con il cuore, solo così si può diventare un grande scienziato. Victor ammette che il primo tentativo per riavere indietro Sparky è stato dovuto ad un atto d'amore e dal desiderio di riavere il suo amico, ma che al secondo tentativo per riportare in vita il pesce di Edgar, aveva paura che qualcosa andasse male e che il suo desiderio era di smettere prima che finisse: il professore afferma quindi che la variabile è stata modificata e da questa deriva l'effetto diverso dell'esperimento.
Il pesciolino invisibile di Edgar scompare quando questi cerca di convincere i compagni di classe, e il ragazzino rivela accidentalmente le azioni di Victor, ispirando gli altri a sperimentare la rianimazione per conto proprio. Nel frattempo i genitori di Victor scoprono con gran stupore che Sparky è vivo, ma, in mezzo alla confusione e allo spavento, il cagnolino fugge di casa. Victor e i suoi genitori partono a cercarlo, e intanto Edgar, Nassor, Bob, Toshiaki e Stranella si intrufolano nel laboratorio di Victor e apprendono i suoi studi per la rianimazione. Il gruppo decide allora di svolgere delle rianimazioni separatamente: Edgar si prepara a rianimare un ratto morto trovato nella spazzatura, Nassor il suo criceto mummificato "Colossus", Toshiaki la sua tartarughina morta Shelley, Bob un pacco di Scimmie di mare scaduto e Stranella un pipistrello morto. Dopo aver fulminato i corpi, i ragazzini tramutano involontariamente, a causa dei loro sentimenti di competizione, gli animali morti in mostri: il ratto di Edgar diventa un ratto mannaro, Shelley un enorme mostro simile a Gamera, le Scimmie di mare di Bob dei mostriciattoli anfibi simili a Gremlins e il Signor Baffino, che teneva in bocca il pipistrello di Stranella mentre veniva elettrificato, un mostruoso gatto-vampiro. I mostri terrorizzano il gruppo (meno Stranella) e si dirigono verso la fiera annuale dove finiscono con il seminare caos e distruzione.
Dopo aver ritrovato Sparky vicino alla sua lapide nel cimitero degli animali, Victor vede i mostri assaltare la fiera e corre ad aiutare i suoi compagni: le Scimmie di mare esplodono mangiando dei pop corn molto salati, Colossus viene schiacciato da Shelley, mentre questa e il Ratto Mannaro tornano a essere dei cadaveri dopo essere stati fulminati di nuovo. Nel caos generale la barboncina di Elsa, Persefone, viene catturata dal Signor Baffino e trasportata nel mulino a vento cittadino. Il sindaco e i cittadini accusano ingiustamente Sparky e lo inseguono fino al mulino, al quale il sindaco appicca il fuoco inavvertitamente. Victor allora irrompe nello stabile per salvare Elsa e Sparky, il quale si scontra accanitamente contro Baffino. Elsa e Victor riescono a salvarsi, mentre Baffino viene ucciso da una trave di legno incandescente, ma prima che Sparky possa uscire, l'edificio gli crolla addosso e muore un'altra volta.
I cittadini, impietositi per la morte del cagnolino, decidono di premiare Sparky per il suo coraggio connettendo i suoi elettrodi alle batterie delle loro macchine per rianimarlo di nuovo. L'esperimento ha successo e alla fine Persefone raggiunge Sparky, e i due cani si innamorano.

## Personaggi
- Victor Frankenstein: il protagonista della storia insieme al suo cane Sparky, è un ragazzino appassionato di scienza e cinematografia; per farlo socializzare con i suoi coetanei il padre lo iscriverà alla squadra di baseball, ma la prima partita causerà involontariamente la morte di Sparky, lasciando il bambino devastato. Grazie alle lezioni del prof. Rzykruski, Victor riporterà in vita Sparky e lo terrà nascosto in soffitta; alla fine il cagnolino verrà acclamato come un eroe, con grande gioia del suo padroncino.
- Sparky: il protagonista della storia, è un Bull Terrier vivace e giocherellone, oltre a essere molto legato a Victor; morirà a inizio film investito da una macchina mentre inseguiva la pallina colpita da Victor durante la sua prima partita di baseball, per poi essere riportato in vita da quest'ultimo. Alla fine verrà lodato per il suo coraggio e si metterà insieme a Persefone, la barboncina di Elsa Van Helsing.
- Edward e Susan Frankenstein: sono i genitori di Victor; amano molto il figlio e fanno di tutto per il suo bene, come iscriverlo alla squadra di baseball per farlo socializzare con i suoi coetanei o cercare di consolarlo dopo la morte di Sparky.
- Elsa Van Helsing: la vicina di casa di Victor, è la nipote del sindaco Burgermeister e proprietaria di Persefone; ha un carattere cupo ma dolce. Non sopporta lo zio per il suo atteggiamento burbero e per i ruoli che le fa ricoprire durante le festività, in particolare quello della "Piccola Ragazza Olandese", in occasione del festival annuale della scienza.
- Persefone: è la barboncina di Elsa Van Helsing, la vicina di casa dei Frankenstein; verrà salvata da Sparky durante il climax, finendo per mettersi con lui a fine film.
- Sig. Burgemeister: il sindaco di New Holland e zio di Elsa Van Helsing, è un uomo acido appassionato di giardinaggio che non sopporta i cani; durante il festival annuale della scienza rivelerà una natura codarda, dato che abbandonerà sua nipote quando i mostri attaccheranno la città. Nonostante i suoi lati negativi sembra che abbia un po' di buon senso, mostrandosi preoccupato per Elsa e sorridendo quando Sparky viene riportato in vita dai cittadini.
- Edgar 'E' Gore: un bambino gobbo che vuole farsi degli amici, in particolare cerca di legare con Victor, da lui ammirato per le sue capacità; dopo aver scoperto accidentalmente che Sparky è tornato in vita minaccia Victor di dirlo a tutti se non gli dice come ha fatto. Non sa mantenere i segreti, infatti dirà tutto ai suoi compagni, i quali, dopo aver cercato di resuscitare i loro animali domestici morti, causeranno dei danni enormi.
- Toshiaki: un ragazzino giapponese rivale di Victor, è molto intelligente e cerca in tutti i modi di mostrare la sua bravura nelle scienze; è amico di Bob, nonostante lo tratti come una cavia per i suoi esperimenti. Sembra che fosse affezionato a Shelley, la sua tartaruga morta, infatti reggerà sconsolato il suo guscio vuoto una volta che questa sarà fulminata di nuovo.
- Bob: la spalla di Toshiaki, è un bambino obeso con un carattere docile ma ingenuo e sottomesso, infatti diventerà succube dei piani di Toshiaki nel tentativo di battere Victor alla fiera delle scienze. È molto legato a sua madre.

- Nassor: un ragazzo di origini egiziane, ha un carattere freddo, distaccato e ostile; mostra una forte avversione verso Victor e Edgar, minacciando quest'ultimo per farsi dire alcuni segreti. Era proprietario di un criceto di nome Colossus.
- Stranella: una ragazzina bionda con occhi molto grandi, è proprietaria di un gatto bianco chiamato Signor Baffino, in grado di prevedere il futuro attraverso i suoi bisogni; è lei che dice a Victor che, se il suo gatto sogna qualcosa su una persona, significa che qualcosa di grande sta per accadere. Secondo i produttori del film il suo nome è Anne Chambers. Il personaggio è ispirato alla bambina che fissava (Staring Girl), personaggio di un libro di Tim Burton intitolato Morte malinconica del bambino ostrica e altre storie[1].
- Signor Baffino: il gatto bianco di Stranella, può prevedere il futuro delle persone attraverso i sogni, lasciando la mattina nella sua lettiera i suoi bisogni con la forma dell'iniziale di colui che ha sognato; durante il climax, dopo esser stato accidentalmente fulminato mentre reggeva in bocca un pipistrello morto precedentemente catturato, si fonderà con quest'ultimo trasformandosi in un gatto-pipistrello vampiro e attaccherà Persefone, portandola nel vecchio mulino della città e spingendo Sparky ed Elsa ad andare a salvarla. Verso la fine trascinerà Sparky nel mulino in fiamme e cercherà di ucciderlo, solo per morire dopo essere stato trafitto al cuore da una trave incandescente.
- Sig. Rzykruski: è il nuovo insegnante di scienze di New Holland, dotato di un forte accento dell'Europa orientale; cercherà di far appassionare i bambini con la scienza e spingendoli a fare del loro meglio per il loro futuro. Verrà ingiustamente licenziato quando i genitori lo useranno come capro espiatorio dopo che Bob è rimasto ferito durante un esperimento fatto da Toshiaki, venendo rimpiazzato dall'insegnante di ginnastica; prima di andarsene dirà a Victor che la scienza non è né buona né cattiva, che dev'essere compresa sia col cervello che con il cuore, e che solo così si può diventare un vero scienziato.

## Produzione
Riguardo alla realizzazione del progetto, Burton ha affermato che si tratta di un "qualcosa di molto personale" nel quale ha cercato di mantenere inalterato il cuore della vecchia versione del 1984, arricchendolo con dinamiche sociali presenti nel mondo dell'infanzia. Il ritorno al passato è inoltre rappresentato dalla scelta dei doppiatori originali (Martin Landau, Martin Short, Winona Ryder e Catherine O'Hara), tutti attori con i quali Burton non lavorava da tempo.

## Promozione
Il teaser trailer italiano è stato diffuso il 1º marzo 2012, poche ore dopo quello internazionale e a pochi giorni dall'uscita del poster del film.

## Distribuzione
Prodotto e distribuito dalla Walt Disney Pictures, è stato distribuito nelle sale statunitensi il 5 ottobre 2012, ed in quelle italiane dal 17 gennaio 2013.

## Riconoscimenti
- 2013 - Premio Oscar
  - Nomination Miglior film d'animazione a Tim Burton
- 2013 - Golden Globe
  - Nomination Miglior film d'animazione
- 2013 - Premio BAFTA
  - Nomination Miglior film d'animazione a Tim Burton
- 2012 - Satellite Award
  - Nomination Miglior film d'animazione o a tecnica mista
- 2013 - Saturn Award
  - Miglior film d'animazione
  - Miglior colonna sonora a Danny Elfman
- 2013 - Kansas City Film Critics Circle Awards
  - Miglior film d'animazione
- 2012 - Los Angeles Film Critics Association Award
  - Miglior film d'animazione a Tim Burton
- 2013 - Golden Reel Award
  - Nomination Miglior montaggio sonoro (Effetti sonori)
- 2012 - Phoenix Film Critics Society Awards
  - Nomination Miglior film d'animazione
- 2012 - San Diego Film Critics Society Awards
  - Nomination Miglior film d'animazione
- 2013 - Young Artist Awards
  - Miglior giovane attore a Charlie Tahan
- 2013 - Eddie Award
  - Nomination Miglior montaggio in un film d'animazione a Chris Lebenzon e Mark Solomon
- 2013 - Annie Award
  - Nomination Miglior film d'animazione
  - Nomination Miglior doppiaggio a Atticus Shaffer
  - Nomination Miglior doppiaggio a Catherine O'Hara
  - Nomination Miglior sceneggiatura a John August
  - Nomination Miglior scenografia a Rick Heinrichs
- 2012 - Boston Society of Film Critics Award
  - Miglior film d'animazione
- 2012 - Critics' Choice Movie Award
  - Nomination Miglior film d'animazione
- 2013 - Artios Award
  - Nomination Miglior casting per un film d'animazione a Ronna Kress e Jen Rudin
- 2013 - Central Ohio Film Critics Association Awards
  - Nomination Miglior film d'animazione
- 2012 - Chicago Film Critics Association Award
  - Nomination Miglior film d'animazione
- 2012 - Dallas-Fort Worth Film Critics Association Awards
  - Nomination Miglior film d'animazione
- 2013 - Golden Trailer Awards
  - Nomination Trailer più originale
  - Nomination Spot TV più originale
  - Nomination Miglior show
  - Nomination Film più innovativo
- 2013 - Key Art Awards
  - Nomination Miglior trailer
  - Nomination Miglior campagna pubblicitaria
- 2012 - New York Film Critics Circle Awards
  - Miglior film d'animazione
- 2013 - PGA Awards
  - Nomination Miglior produttore a Allison Abbate e Tim Burton
- 2012 - Southeastern Film Critics Association Awards
  - Nomination Miglior film d'animazione